# 479
Раннє Середньовіччя. У Східній Римській імперії правління Флавія Зенона. У Європі утворилися численні варварські держави, зокрема в Італії править Одоакр, Іберію і південь Галлії займає Вестготське королівство, Північну Африку захопили вандали, утворивши Африканське королівство, у Тисо-Дунайській низовині утворилося Королівство гепідів. На півночі Галлії правлять римо-галли, ще північніше — салічні франки. Остготи займають Мезію, Македонію і Фракію.
У Південному Китаї завершилося правління династії Лю Сун і почалося правління династії Південна Ці, на півночі править Північна Вей. В Індії правління імперії Гуптів. У Японії триває період Ямато. У Персії править династія Сассанідів.
На території лісостепової України Черняхівська культура. Історики VI століття згадують плем'я антів, що мешкало на території сучасної України приблизно з IV сторіччя. У Північному Причорномор'ї центр володінь гунів, що підкорили собі інші кочові племена, зокрема сарматів та аланів.

## Події
- Узурпатор Маркіан розпочав 4-річну війну проти Візантійської імперії.
- У Далмації Юлій Непот будує плани повернення собі Західної Римської імперії.
- У Південному Китаї завершилося правління династії Лю Сун і почалося правління династії Південна Ці.